# Chinese Academie van Wetenschappen
De Chinese Academie van Wetenschappen, Chinees: 中国科学院, Traditioneel Chinees: 中國科學院, pinyin: Zhōngguó Kēxuéyuàn, voorheen bekend als de Academia Sinica, is de nationale academie voor natuurwetenschappen van de Volksrepubliek China. De academie valt onder de staatsraad van de volksrepubliek China. Het hoofdkantoor is in Peking gevestigd, met instituten over de hele Volksrepubliek China verspreid. De Chinese Academie van Wetenschappen heeft honderden commerciële ondernemingen in het leven geroepen. Een van de bekendste is Lenovo. 

## Organisatie
De Chinese Academie van Wetenschappen kent zes secties:
- wis- en natuurkunde,
- scheikunde,
- biologie en geneeskunde,
- aardwetenschappen,
- informatica en
- engineering.

De Chinese Academie van Wetenschappen is opgedeeld in elf regionale afdelingen: Shenyang, Changchun, Shanghai, Nanjing, Wuhan, Guangzhou, Chengdu, Kunming, Ningbo, Xi'an, Lanzhou, Hefei and Xinjiang.

## Lijst van presidenten
1. Guo Moruo 郭沫若 1949-1978
2. Fang Yi 方毅 1979-1981
3. Lu Jiaxi 卢嘉锡 1981-1987
4. Zhou Guangzhao 周光召 1987-1997
5. Lu Yongxiang 路甬祥 1997-2011
6. Bai Chunli 白春礼 2011-2020
7. Hou Jianguo 侯建国 vanaf 2020

## Websites
- (en)  Officiële website